# Monte Paglione
Il monte Paglione (1553 m s.l.m ) è una montagna delle Prealpi Varesine situata sul confine tra l'Italia (Lombardia) e il Canton Ticino.

## Descrizione
La montagna è situata in Val Veddasca e costituisce il punto più a nord della provincia di Varese. Si presenta come una cima erbosa dalla sommità piatta dalla quale si gode di un ottimo panorama sul lago Maggiore. Sulle sue pendici sono presenti delle faggete.

## Accesso alla vetta
Può essere raggiunto sia dall'Italia partendo dal Passo Forcora sia da Indemini o da Monti di Gerra in Svizzera su sentieri ottimamente segnalati.
In caso di neve è una meta apprezzata dai ciaspolatori.